# Tramlijn Amsterdam - Laren
De tramlijn Amsterdam - Laren was een normaalsporige tramlijn in Noord-Holland van Amsterdam naar Laren. 

## Geschiedenis
Het traject Amsterdam - Diemerbrug werd op 17 mei 1881 geopend, op 22 juli werd de dienst verlengd naar Muiderberg en op 20 augustus van dat jaar werd Naarden bereikt. Tussen Diemerbrug en Naarden was de tramlijn langs de Naardertrekvaart aangelegd. In Naarden kwam de tram door de Amsterdamse Poort de stad binnen en verliet deze door de Utrechtse Poort.
Op 15 april 1882 werd de lijn verder verlengd naar Laren. Op dezelfde dag kwam ook de tramlijn Hilversum - Huizen in bedrijf. Met de tram werden zowel personen als goederen vervoerd. Ook was er een zijtak van Muiden naar Muiderberg; een voor Amsterdammers belangrijke badplaats aan de Zuiderzee tot de sluiting van de Afsluitdijk. In 1932 werd deze zijtak verlengd richting Naarden en hoefden de trams niet langer kop te maken in Muiderberg. Het gedeelte tussen de Hakkelaarsbrug en Naarden werd vervolgens opgebroken.
Vanaf 1901 werd tussen Station Amsterdam Weesperpoort en Diemen een lokaaldienst geëxploiteerd, tussen de doorgaande trams door, en bood de bewoners van Diemen en de Watergraafsmeer daarmee een frequentere dienst aan.

### De trambotsing bij Laren op 7 augustus 1927
Het ernstigste ongeval met de Gooische tram vond plaats in 1927, toen twee stoomtrams op de Naarderstraat te Laren frontaal botsten met vier doden en talloze gewonden als gevolg.
De controleur te Muiderberg pleegde rond 12.00 uur overleg met de chef te Laren inzake de kruising van tram 7A met tram 8. De controleur stelde voor deze kruising te laten plaatsvinden te Naarden waarna tram 7A zou kunnen doorrijden naar Laren. Deze kruising moest echter plaatsvinden aan de Hakkelaarsbrug. Door dit gesprek moet de controleur te Muiderberg hebben gedacht dat daarna tram 7A zou kunnen doorrijden naar Laren om aldaar te kruisen met tram 10.
Bij aankomst te Hakkelaarsbrug werd de conducteur van tram 7A verzocht aan de telefoon te komen voor een gesprek met de chef te Laren. De chef deelde mee dat de kruising met tram 8, zoals eerder was afgesproken, te Hakkelaarsbrug zou plaatsvinden. Voor de kruising met tram 10 zou de conducteur te Naarden weer aan de telefoon moeten komen. Maar de conducteur stelde voor bij de Gooische Boer te Bussum te bellen en daarmee ging de chef te Laren akkoord. Inmiddels was de lege materieeltramtrein richting Amsterdam WP met de controleur uit Muiderberg bij de Hakkelaarsbrug aangekomen en liep tram 8 uit Laren naar Muiderberg ook binnen.
Toen de conducteur van de telefoon kwam, hoorde hij de controleur tegen de machinist van tram 7A zeggen: "en nu door zonder kruising naar Laren". De conducteur heeft daarop gezegd dat hij bij de Gooische Boer aan de telefoon moest komen om contact op te nemen met de chef te Laren. De controleur antwoordde daarop dat dat onnodig was. Een fatale opmerking omdat in feite nu twee personen hadden bepaald waar op de enkelsporige lijn van Muiderberg naar Laren zou moeten worden gekruist.
Te Gooische Boer had de conducteur van de extra tram 7A dus met de chef te Laren moeten telefoneren om toestemming te verkrijgen om het baanvak naar Laren te mogen berijden. Dan zou de conducteur hebben vernomen dat hij bij de halte Gooische Boer met zijn extra tram 7A zou moeten wachten om aldaar met tram 10 te kruisen. Dat is door de opmerking van de controleur van Muiderberg verzuimd met als gevolg dat twee trams, zij het met lage snelheid, frontaal op elkaar botsten. Bij dit ongeluk waren vier doden, zeven zwaar- en meerdere lichtgewonden te betreuren.

#### Materieel en personeel dat was betrokken bij het ongeval
Controleur: Kelderman (werd niet vervolgd door het O.M.)
Extra tram 7A: Amsterdam WP - Hakkelaarsbrug - Muiderberg - Hakkelaarsbrug - Laren
- Locomotief 13, open aanhangrijtuig 34, gesloten rijtuigen 25 en 23
- Machinist: D.J. v.d. Berg
- Leerling-machinist: B. Rosenkrantz
- Conducteur: M. v. Noort

Tram 10: Laren – Amsterdam WP
- Locomotieven: 17 en 15, gesloten rijtuigen 53, 19, 5, 27 en 46
- Machinist (loc 17): J. Mulder
- Machinist (loc 15): H. v.d. Berg
- Conducteur: R. v. Noort

### Sluiting
Op 15 oktober 1939 sloot het station Amsterdam Weesperpoort, het nieuwe station Amsterdam Amstel werd die dag geopend. Hoewel in de plannen voor het Amstelstation nog sprake was van een nieuwe route (via de noordkant van de Weespertrekvaart, de huidige Gooiseweg en de Hugo de Vrieslaan) is het daar niet meer van gekomen. De tramdienst met motortrams tussen Amsterdam Weesperpoort en Naarden werd met ingang van 15 oktober 1939 vervangen door een busdienst, Muiderberg - Naarden werd die dag gesloten. Op een deel van het traject bleven nog enkele lokaaltrams rijden, tot 13 februari 1940 toen de tramdienst tussen Amsterdam en Muiderberg door sneeuwval geheel gestaakt werd en niet meer hervat is.  In maart 1940 werden de sporen in Diemen opgebroken. 
Op 7 juni 1941 werd Naarden - Naarden Abri (de kruising met de tramlijn Bussum - Huizen) gesloten en op 22 april 1942 werd het resterende deel Laren - Naarden Abri gedwongen gesloten.

### Amsterdamse tram naar Watergraafsmeer en Diemen
Een deel van de dubbelsporige trambaan op de Linnaeusstraat in Amsterdam-Oost bleef liggen en werd op 14 juli 1940 in gebruik genomen door de Amsterdamse tramlijn 9. Op de Middenweg werd de enkelsporige trambaan van de Gooische Tram in 1940 vervangen door een nieuwe dubbelsporige baan tot aan Betondorp. In juli 1990 werd tramlijn 9 verlengd naar Diemen Sniep, via de route waar een halve eeuw eerder de rails waren opgebroken. Dit was mogelijk doordat Rijksweg 1 inmiddels was verplaatst naar de noordkant van Diemen. De verbreding van deze rijksweg was destijds de aanleiding geweest voor de afbraak van de trambaan. Per 22 juli 2018 werd lijn 9 opgeheven en vervangen door de nieuwe tramlijn 19.